# Це, Манфред
Манфред Пауль Це (нем. Manfred Paul Zeh; род. 12 апреля 1933, Хайдевильксен, округ Требниц) — военный деятель ГДР, генерал-майор (1979 год)

## Биография
Из семьи столяра. По специальности сельскохозяйственный рабочий. 24 марта 1950 года вступил в ряды народной полиции. Сначала учился в Школе народной полиции в Примервальде. После этого командовал взводом. В 1952—1955 годах служил начальником штаба в Служебной инстанции НП «Штерн Бухгольц» (Stabschef in der Volkspolizeidienststelle Stern Buchholz). С 1954 года — член СЕПГ. В 1956—1957 годах был слушателем офицерских курсов при Высшей офицерской школе ННА ГДР. В 1957—1958 годах служил в подотделе разведки в штабе 8-й МСД в Шверине (Leiter der Unterabteilung Aufklärung im Stab der 8. motorisierten Schützendivision in Schwerin), в 1958—1960 годах сам возглавлял подотдел разведки. В 1961—1964 годах учился в Военной Академии ННА в Дрездене. В 1964—1971 годах командовал 2-м МСП. В 1971—1974 годах проходил обучение в Военной Академии Генерального Штаба Вооружённых Сил СССР. После возвращения в ГДР с дипломом доктора военных наук (Dr. rer. mil.) Це получил должность заместителя командира по боевой подготовке в 11-й МСД, расквартированной в Галле. С 1 сентября 1977 года по 30 апреля 1984 года он сам в чине полковника командовал этой дивизией. На обеих должностях его предшественником был полковник Альфред Краузе. 7 октября 1979 года, в 30-ю годовщину образования ГДР, он был представлен к званию генерал-майора. В 1984—1990 годах Манфред Це был начальником секции сухопутных войск в Военной Академии ННА имени Фридриха Энгельса (Kommandeur der Sektion Landstreitkräfte). Непосредственно перед воссоединением Германии 30 сентября 1990 года Це был уволен в отставку. На данный момент он является членом Инициативной группы по защите социальных прав бывших служащих силовых ведомств и таможенного управления ГДР (ISOR, einer Initiativgemeinschaft zum Schutz der sozialen Rechte ehemaliger Angehöriger bewaffneter Organe und der Zollverwaltung der DDR e.V.).

## Воинские звания
- Генерал-майор — 7 октября 1979 года.

## Избранные награды
- Орден За заслуги перед Отечеством в бронзе;
- Военный орден За заслуги перед Народом и Отечеством в бронзе